# 爆転シュートベイブレード2002 いくぜ!爆闘!超磁力バトル
爆転シュートベイブレード2002 いくぜ!爆闘!超磁力バトルは、2002年6月27日にブロッコリーが発売したゲームボーイアドバンス用ソフト。

## 概要
前作『激闘!最強ブレーダー』の世界から約数ヶ月後が舞台となっている。相手に勝つことでパーツを獲得することが出来、ステージをクリアすればシューターが手に入る。

## 前作からの変更点
- 一部のキャラクターが新しく追加された。
- マグネシステムが新しく登場。
- 主人公がタカオから大地に変更された。

## 登場キャラクター
最初は大地のみ使える。ステージをクリアしていくと、使えるキャラクターが増える。

### ABK
大地以外の三人は、聖獣がなく、覚える技も一個足りない。
- セーイチ
- ノブオ
- アキラ
- 皇大地

### 白虎族
- キキ
- マオ
- ガオウ
- ライ

### PPB
- エミリー
- スティーブ
- エディ
- マイケル

### BBA
- 水原マックス
- コン・レイ
- 火渡カイ
- 木ノ宮タカオ

### ボーグ
- イワン
- セルゲイ
- ボリス
- ユーリ

### 地斬
アモウマコトは、今作初登場。
- アモウカオル - 前作のラスボス。
- アモウマコト

### 聖封士
メンバー全員今作初登場。
- ユスフ
- マリアム
- ドゥンガ
- オズマ

## 備考
クリアすると、パスワードが出てくる。このパスワードは次回作で使えるパスワードである。